# 야쿠프 카민스키
야쿠프 카민스키(폴란드어: Jakub Kamiński, 2002년 6월 5일 ~ )는 폴란드의 축구 선수로, 현재 독일 분데스리가의 VfL 볼프스부르크에서 좌측 윙어로 뛰고 있다.